# Shuhei Nakamoto
Shuhei Nakamoto, (născut 29 aprilie 1957), este actualul director tehnic al echipei de Formula 1 Honda.